# 五月一朗
五月 一朗（さつき いちろう、1919年7月7日 - 2014年9月4日）は浪曲師。日本浪曲協会元会長。本名は岩野 久米一（いわの くめいち）。最初の妻で曲師は、初代京山小圓嬢の娘・五月雅子。2007年、長年相三味線を務めた加藤（五月）歌恵（林伯猿の娘）と再婚した。

## 略歴
香川県大川郡志度町（現・さぬき市）出身。香川県立志度小学校（後の香川県立志度高等学校）卒業。その後に大阪で行われた浪曲大会で初代京山小円嬢に激励され1936年に初代広沢駒蔵に弟子入り。6ヵ月後、大阪松島の広沢館で初舞台。芸名を広沢 駒月とする。1940年5月1日、タイヘイレコードの吹き込みのときに、会社では広沢駒月では古いからと改名することとなり、会社の発案で5月1日に吹き込むのだからと五月一朗と改名した。一時NHK専属であった。
主な受賞に、1980年の芸術祭大衆芸能部門優秀賞、1993年日本芸能実演家団体協議会芸能功労者表彰、下町人間庶民文化賞ほか。得意演目は太閤記、乃木将軍。
2014年9月4日、肺炎のため東京都内の病院で95歳で死去。

## 弟子
- 五月 小一朗（さつき こいちろう、1968年7月14日 - 2021年7月末）[3]。1993年5月入門「小一朗」。2004年ごろより日本浪曲協会を休会[4]。2018年頃より「五月小一朗」名義での活動を再開していた[5]。落語家の瀧川鯉白は、小一朗とのつながりで落語に関心を持ち、後に瀧川鯉昇に入門している[6]。
- 五月 一秀（さつき いっしゅう、本名：敷田秀治、1951年3月6日 - ）福岡県北九州市出身。1973年8月入門「五月 秀若」。1975年7月から休業。2011年から活動を再開。唯一の九州在住のプロ浪曲師。
- 五月 二朗
- 五月 国若
- 五月 十朗